# Itarantim

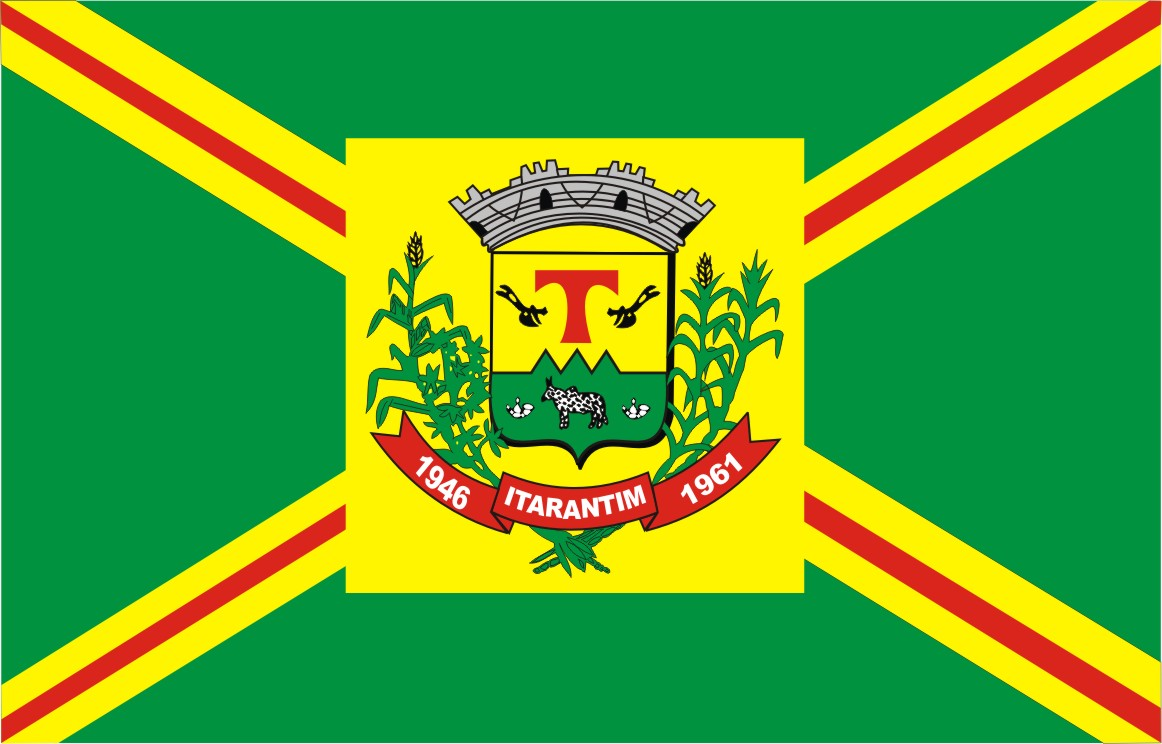

Itarantim est une municipalité brésilienne de l'État de Bahia et la Microrégion d'Itapetinga.